# N-Metilefedrina
N-Metilefedrina é um derivado da efedrina. Foi isolado da Ephedra distachya.